# Dongfeng
Dongfeng, o Dong Feng (東風T, 东风S, DōngfēngP, TungfengW; "Vento dell'Est"), spesso abbreviato con DF, è una famiglia di missili balistici intermedi ed intercontinentali utilizzati dalla Repubblica Popolare Cinese.
I nomi dei missili di questa famiglia sono spesso scritti con la sigla DF seguita da un numero (ad esempio, il Dongfeng 11 è detto DF-11).

## Storia
Dopo la ratifica del Trattato di Amicizia Cino-Sovietico, nel 1950, l'Unione Sovietica iniziò ad assistere i cinesi nel campo militare, in particolare nelle attività di ricerca e sviluppo con addestramento, fornitura di documentazione tecnica, macchinari e concessione di licenze per la produzione di sistemi d'arma. In campo missilistico, i sovietici trasferirono alla Cina l'R-1 (nome in codice NATO: SS-1 Scunner), l'R-2 (SS-2 Sibling e l'R-11F (SS-1 Scud). I primi missili balistici cinesi, quindi, erano basati su progetti sovietici, che a loro volta si basavano sulla V-2 tedesca. Da quel momento, la tecnologia missilistica cinese ha fatto enormi progressi. Gli stessi lanciatori della famiglia Lunga Marcia possono trovare la loro origine nei sistemi militari Dongfeng.

## I missili Dongfeng
La lista riporta tutti i missili della famiglia Dongfeng. Tra parentesi nel titolo è riportata la designazione con la quale essi sono noti in Occidente.

### Dongfeng 1 (SS-2)

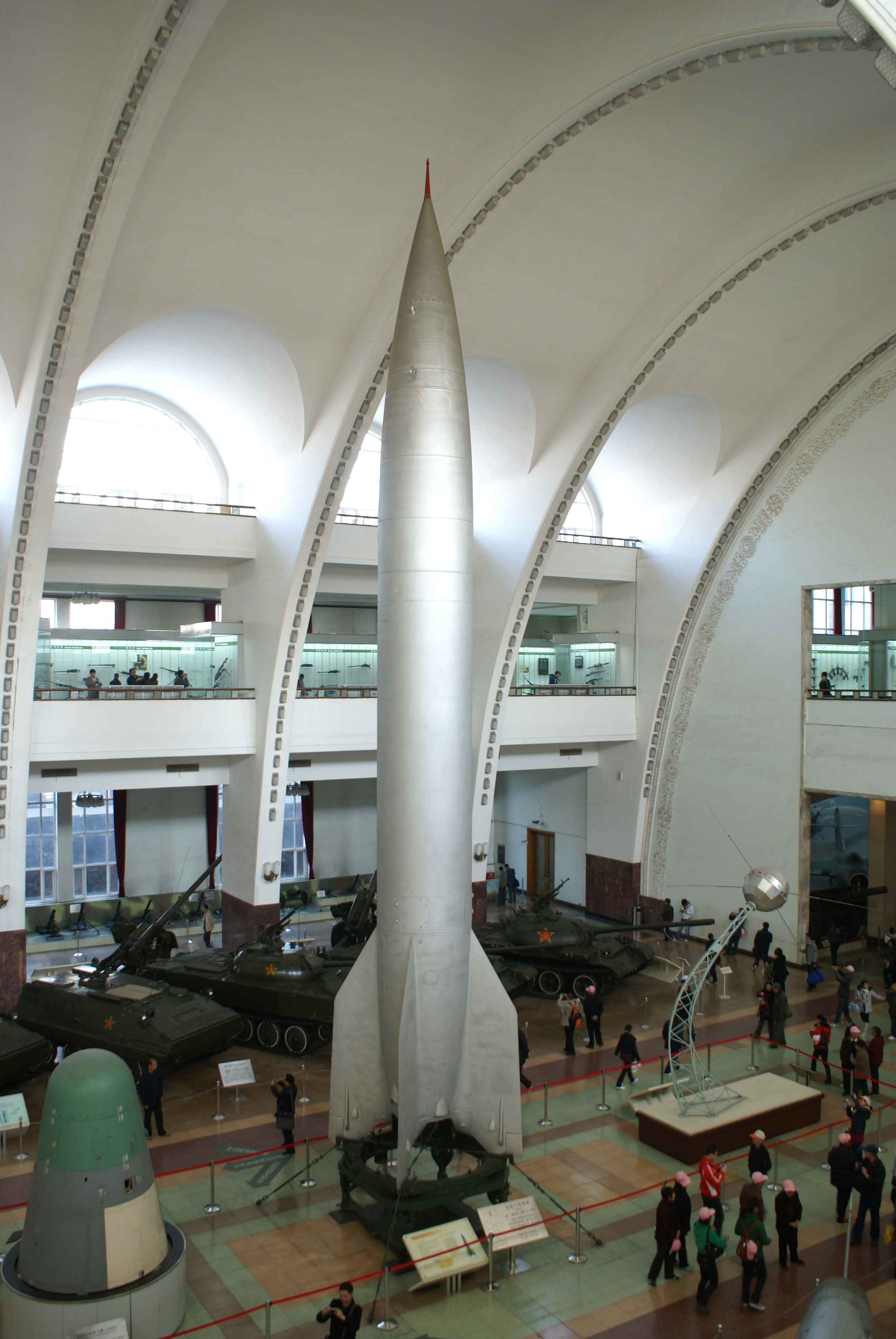
Dongfeng 1

Il DF-1 era il primo della serie Dongfeng. Si trattava della copia su licenze dell'R-2/SS-2 Sibling sovietico, a sua volta basato sulla V-2 tedesca. Il DF-1 aveva un singolo motore a razzo RD-101, ed utilizzava alcool come combustibile con ossigeno liquido (LOX) come ossidante. Il missile aveva una gittata di 550 km, ed un carico utile di 500 kg. Il primo lancio venne effettuato dalla base di Jiuquan il 5 novembre 1960. Complessivamente, ne furono costruiti un numero limitato negli anni sessanta, tutti ritirati dal servizio operativo.

### Dongfeng 2 (CSS-1)

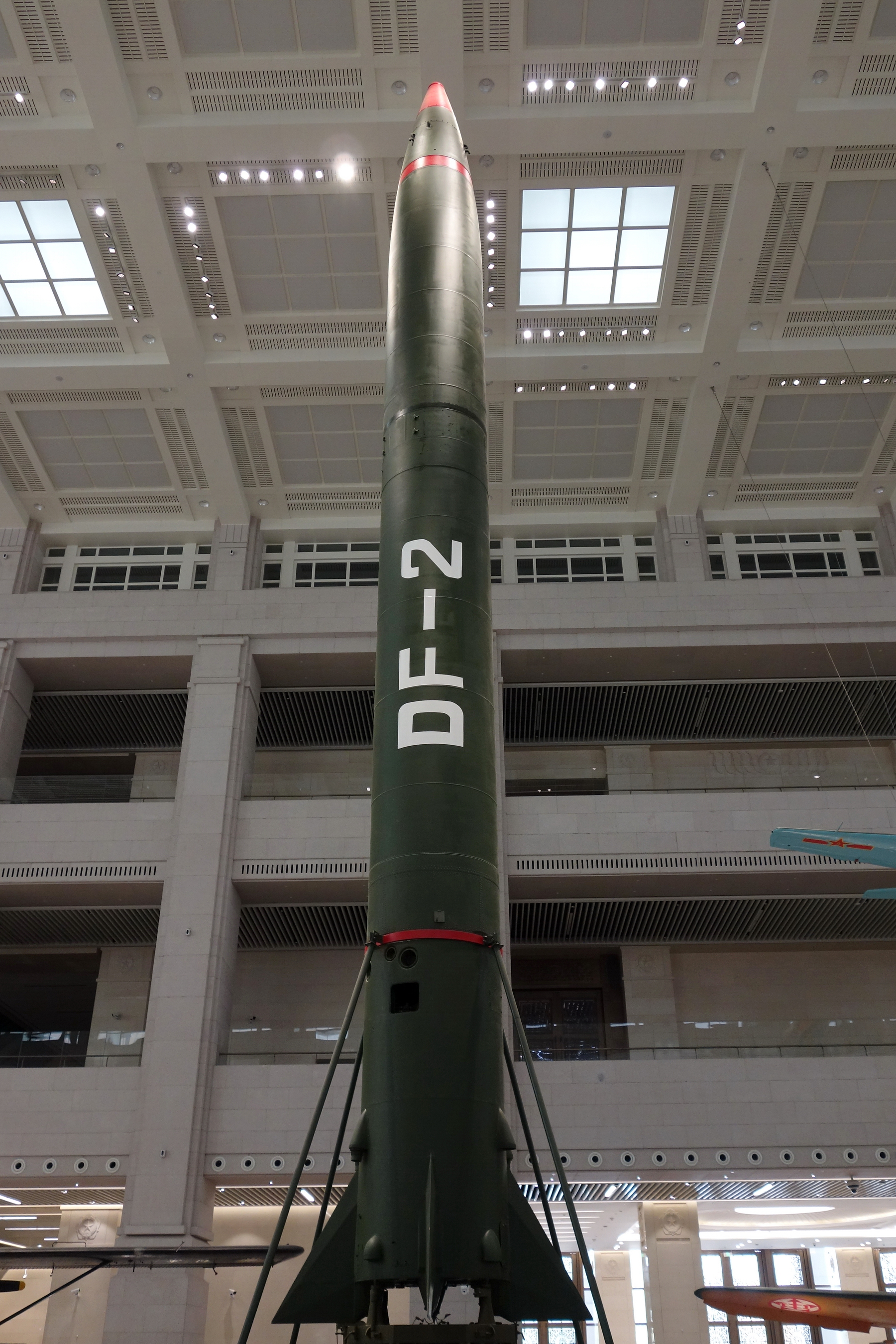
Un Dongfeng 2 (CSS-1) conservato presso il museo militare di Pechino.

Il DF-2 fu il primo missile balistico a medio raggio cinese, con una gittata di 1 250 km ed in grado di trasportare una testata nucleare di potenza compresa tra i 15 ed i 20 kt. Questo sistema d'arma ricevette la designazione di CSS-1, ovvero China Surface-to-Surface (missile). Alcuni osservatori occidentali sostennero che si trattava di una copia del sovietico R-5 (SS-3 Shyster), visto che le sue prestazioni erano piuttosto simili in termini di gittata e carico utile. Tuttavia, altri attribuirono il progetto ad alcuni specialisti cinesi (Xie Guangxuan, Liang Sili, Liu Chuanru, Liu Yuanwei, Lin Shuangwei e Ren Xinmin). Il primo lancio di un DF-2, nel 1962, si risolse in un insuccesso: questo portò quindi allo sviluppo di una versione migliorata, chiamata DF-2A, che entrò effettivamente in servizio e venne utilizzata per il primo test nucleare cinese presso il poligono di Lop Nor, nel 1966. Alla fine degli anni sessanta, il missile entrò in servizio operativo, e fu ritirato negli anni ottanta..

### Dongfeng 3 (CSS-2)
Il DF-3A è spesso considerato il primo missile balistico a raggio intermedio "domestico" realizzato in Cina. Dopo il rifiuto sovietico di fornire ai cinesi i progetti dell'R-12 (SS-4 Sandal in Occidente), questi decisero di sviluppare in proprio un IRBM nei primi anni sessanta. Il progetto venne attribuito a Tu Shou'e e Sun Jiadong, ed il missile venne costruito presso lo Stabilimento 211. Inizialmente, questo sistema d'arma aveva una gittata di 2 500 km, con un carico bellico (anche nucleare) di 2 000 kg. Nel 1981 venne sviluppata una versione migliorata, nota come DF-3A, con un'autonomia di 3 000 km (4 000 con carico bellico ridotto). Questo venne anche esportato in Arabia Saudita, armato con esplosivo convenzionale ad elevato potenziale. Tutti i DF-3/DF-3A sono stati ritirati dal servizio attivo negli anni '90 del 1900 per essere sostituiti dai DF-21.

### Dongfeng 4 (CSS-3)
Il DF-4 "Chingyu" è il primo missile balistico a due stadi prodotto in Cina, con una gittata utile di 5 550-7 000 km e 2 200 kg di carico bellico (in grado di trasportare, dunque, una testata nucleare da 3 Mt). Venne sviluppato alla fine degli anni sessanta, in modo da fornire alle forze armate cinesi la capacità di colpire Mosca e Guam. Il DF-4, inoltre, servì alla Cina come base per la realizzazione del suo primo lanciatore spaziale, il Chang Zeng 1. Ne rimangono in servizio una ventina, che dovrebbero essere sostituiti dai DF-31 nel 2010-2015.

### Dongfeng 5 (CSS-4)
Il DF-5 è un missile balistico intercontinentale progettato per trasportare una testata da 3 Mt ad una distanza di circa 12 000 km. Si tratta di un sistema d'arma capace di essere schierato in un silo, a due stadi, che è stato alla base del vettore spaziale FB-1. Il missile venne sviluppato negli anni sessanta, ma non entrò in servizio fino al 1981. Una variante migliorata con raggio maggiorato (oltre 13 000 km), chiamata DF-5A, è stata prodotta nella metà degli anni novanta. Complessivamente, ne dovrebbero essere in servizio 24-36.

### Dongfeng 11 (CSS-7)

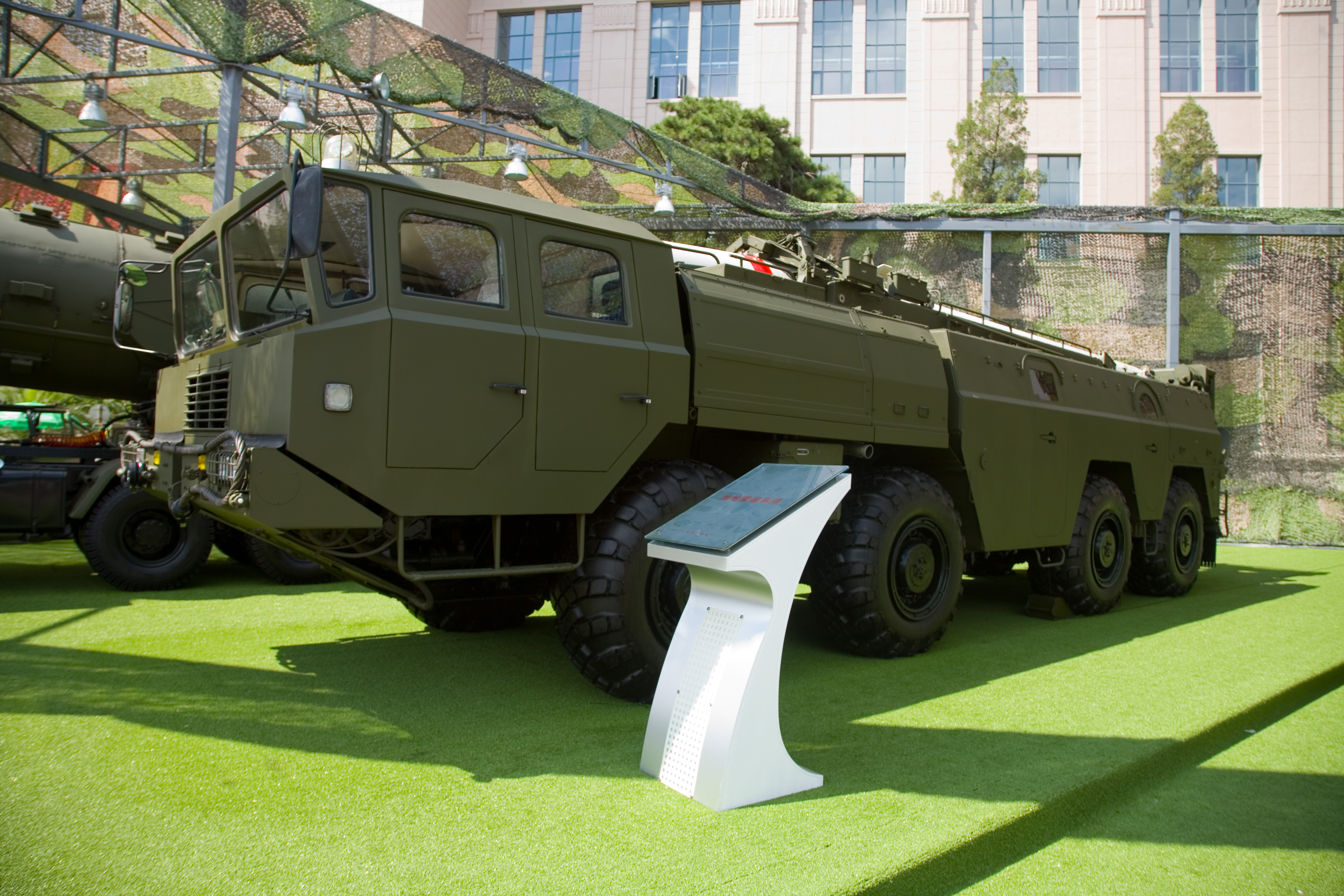
Un DF-11 su rampa mobile (TEL).

Il DF-11 (conosciuto anche come M-11 per l'esportazione) è un missile balistico a corto raggio (SRBM) su rampa mobile stradale. Venne progettato da Wang Zhenhua presso la Sanjiang Missile Corporation (conosciuta anche come Base 066) alla fine degli anni settanta. Questo sistema d'arma è in grado di trasportare una testata di 800 kg su distanze nell'ordine dei 300 km. Ne esiste anche una versione con raggio maggiorato (oltre 825 km), chiamata DF-11A. La Cina ha esportato il DF-11 al Pakistan, che lo ha utilizzato come base per lo sviluppo dei sistemi Shaheen-1 e Shaheen-2. La gittata dei DF-11 (o M-11) non viola i limiti imposti dal Regime di controllo delle tecnologie balistiche (Missile Technology Control Regime in lingua inglese, abbreviato con MTCR). A differenza dei precedenti missili balistici cinesi, il DF-11 utilizza propellente solido, che riduce a soli 15-30 minuti il tempo di preparazione al lancio (il DF-5 a propellente liquido, invece, richiede circa due ore). Il numero di DF-11 in servizio varia tra 500 e 600 unità, a seconda delle stime.

### Dongfeng 15 (CSS-6)

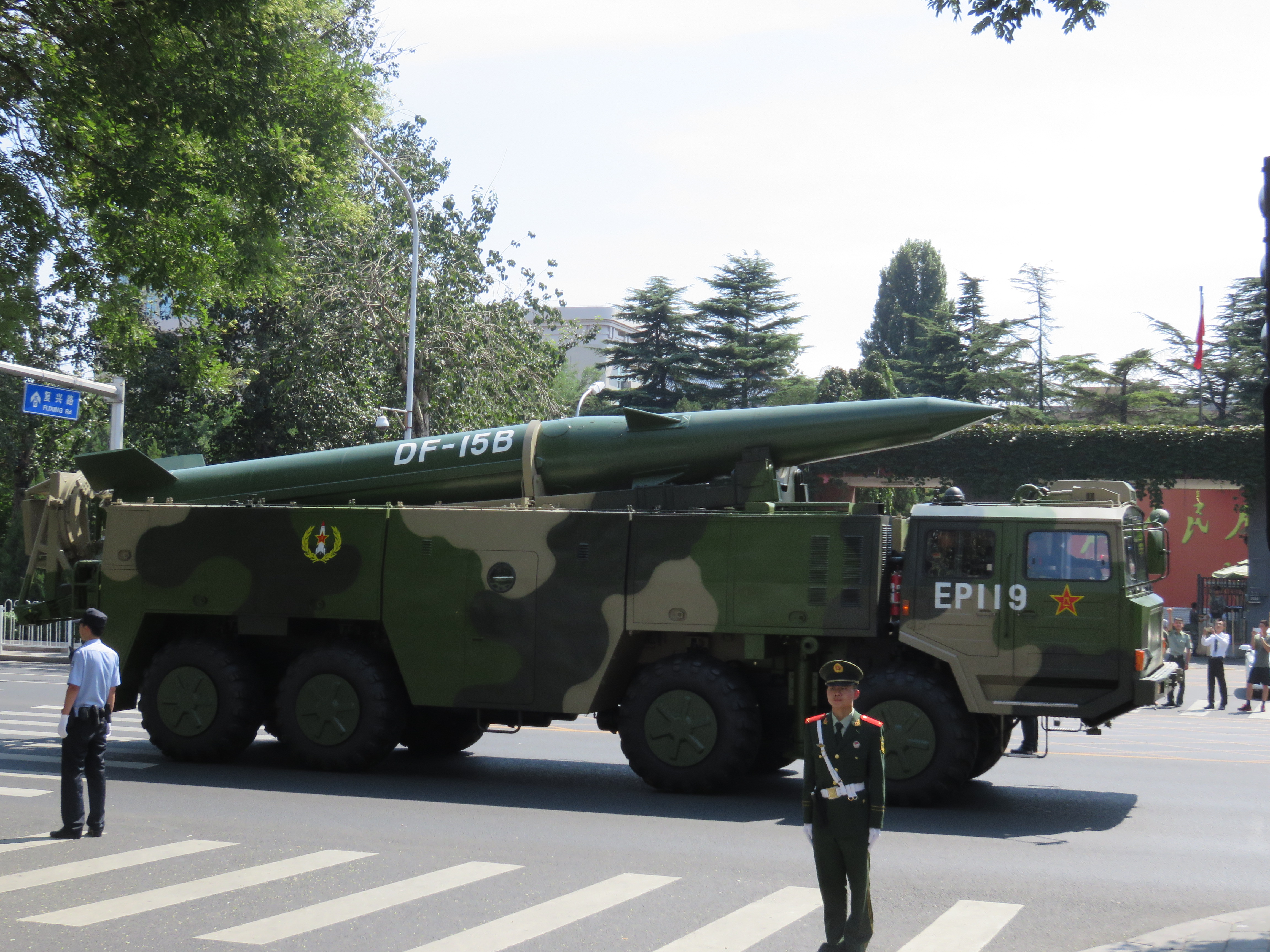
DF-15B

Il DF-15 (conosciuto anche come M-9 per l'esportazione) venne sviluppato dalla CASC - China Academy of Rocket Motor Technology (ARMT), precedentemente nota come 5º Accademia Aerospaziale. Il missile è un monostadio a propellente solido, con una gittata di 600 km ed un carico utile di 500 kg. Durante la crisi dello stretto di Taiwan del 1995-1996, i cinesi lanciarono sei DF-15 in un'"esercitazione" che aveva lo scopo di dimostrare le loro capacità missilistiche. Nonostante il DF-15 sia ufficialmente disponibile per l'esportazione, la sua gittata potrebbe violare il regime MTCR, e quindi non si registrano esportazioni ad oggi. Gli esemplari attualmente in servizio presso il Secondo Corpo di Artiglieria cinese sono circa 300-350.

### Dongfeng 21 (CSS-5)

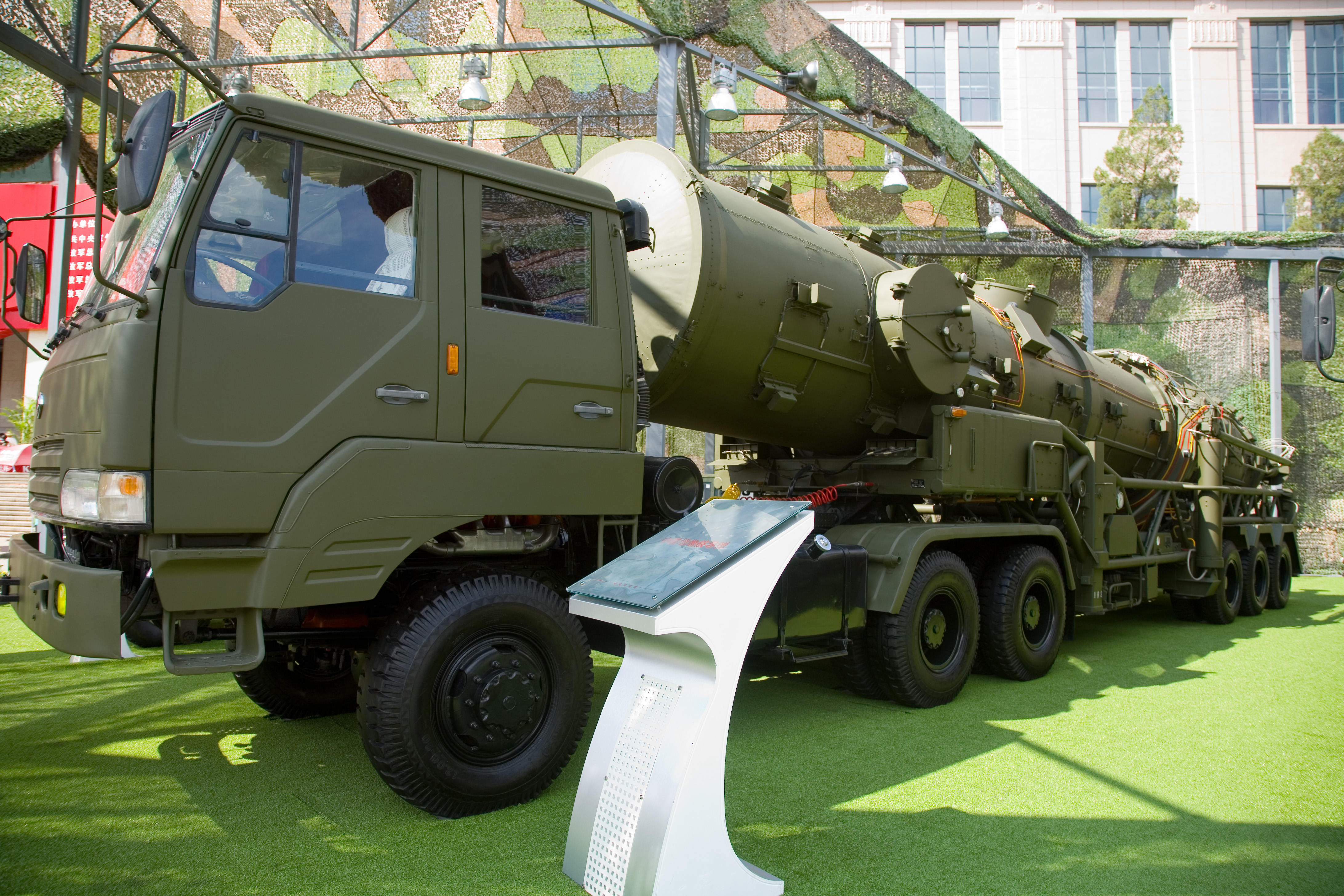
DF-21A

Il DF-21 è un missile balistico a medio raggio a due stadi a propellente solido, sviluppato dalla 2º Accademia Aerospaziale (oggi China Changfeng Mechanics and Electronics Technology Academy) alla fine degli anni settanta. Si trattò del primo missile a propellente solido schierato nel Secondo Corpo di Artiglieria. Questo sistema d'arma è in grado di trasportare una testata nucleare di 500 kt a distanze superiori a 2 500 km. Il DF-21 è stato utilizzato, inoltre, come base per lo sviluppo degli SLBM JL-1 (CSS-N-3), imbarcati sugli SSBN della classe Xia. Nel 1996, venne introdotta una variante migliorata, chiamata DF-21A. Al giorno d'oggi, risultano in servizio 60-80 DF-21/DF-21A.

### Dongfeng 25
Il DF-25 era un missile a due stadi con propellente solido, in grado di essere lanciato da una rampa mobile stradale. La gittata di questo sistema d'arma era di 1 700 km, ma lo sviluppo venne cancellato nel 1996.

### Dongfeng 31 (CSS-9)

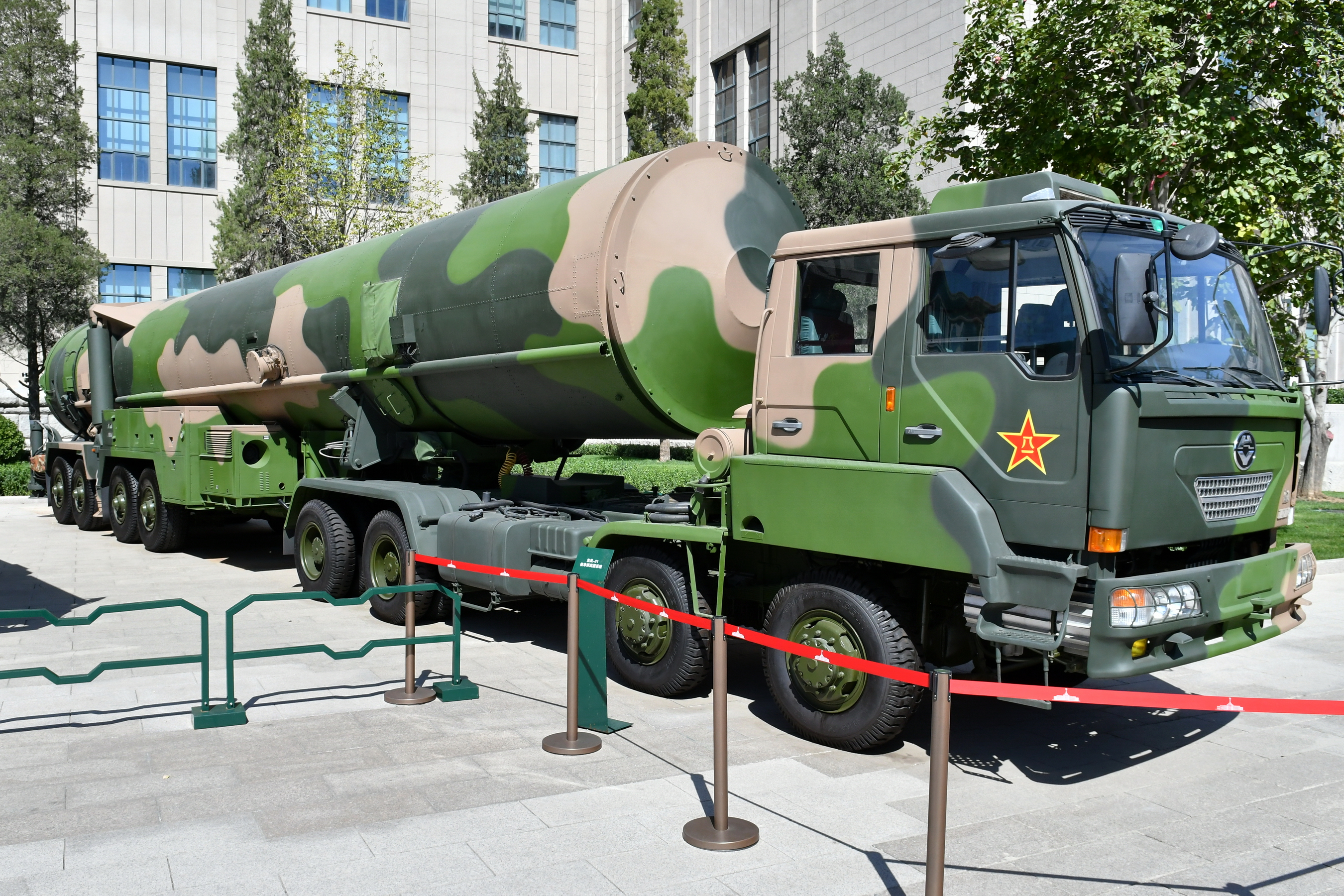
DF-31

Il DF-31 è il nuovo ICBM a propellente solido su rampa mobile, sviluppato dalla 4º Accademia Aerospaziale (oggi Academy of Rocket Motor Technology - ARMT). Il DF-31 ha una gittata di oltre 8 000 km, ed è in grado di trasportare una singola testata nucleare da 1 Mt oppure fino a tre da 20-150 kt. Una versione migliorata, chiamata DF-31A, ha una gittata utile di oltre 12 000 km. Questo sistema d'arma venne sviluppato per sostituire i missili balistici cinesi più vecchi, ed è stato utilizzato come base per la realizzazione dei nuovi SLBM JL-2 (CSS-NX-4/CSS-NX-5) SLBM. Complessivamente, sono in servizio una trentina di DF-31/DF-31A.

### Dongfeng 41 (CSS-X-10)
Secondo gli analisti occidentali, la Cina starebbe sviluppando un ICBM di nuova generazione, chiamato DF-41. Questo avrebbe una gittata stimata di 12 000-14 000 km, e sarebbe in grado di trasportare 1, 3, 6 o 10 testate MIRV. Il DF-41 non è stato ancora mostrato in pubblico.